# Forças Armadas do Iraque

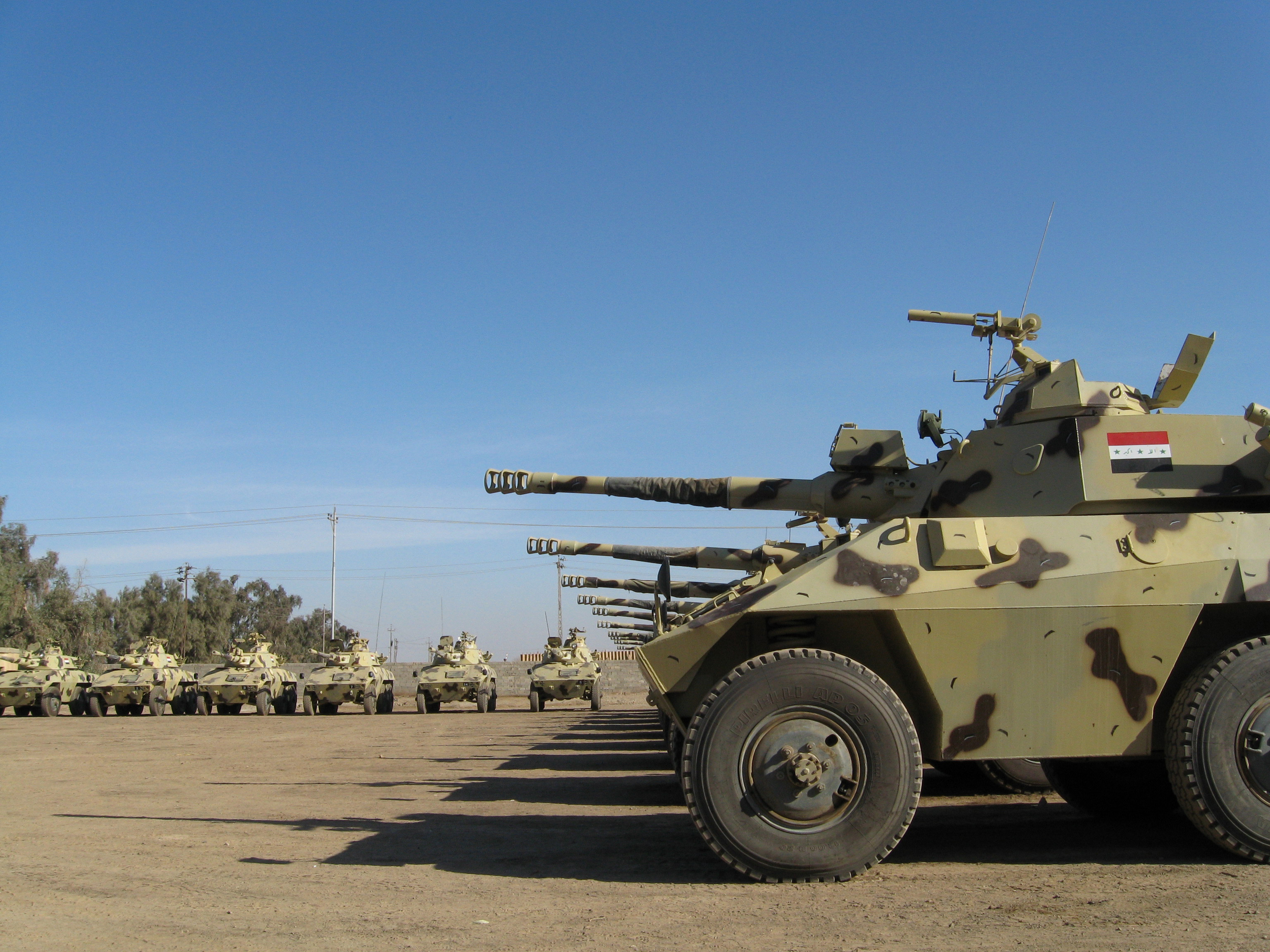
Tanques EE-9 Cascavel do exército iraquiano.

As Forças Armadas do Iraque são as forças militares da República do Iraque. Elas consistem do Exército, Marinha e Força Aérea. Contam com aproximadamente 193 000 militares no serviço ativo, além de 500 000 na reserva.
As Forças Armadas estão proibidas por lei de entrar no território do Curdistão Iraquiano, ao invés disso o Peshmerga é a força militar própria do Governo Regional do Curdistão. As Forças de Operações Especiais Iraquianas (a "Divisão Dourada") reportam-se diretamente ao Primeiro-Ministro do Iraque, separado do resto das Forças Armadas. Com o avanço do Estado Islâmico do Iraque e do Levante (EIIL) durante a bem-sucedida ofensiva do grupo que quase resultou na queda do governo iraquiano, as antigas milícias xiitas foram integradas na estrutura das forças armadas sob as Forças de Mobilização Popular.
As forças armadas do Iraque possuem uma longa história, mas não particularmente bem sucedida. Elas foram inicialmente formadas em meados de 1920. Seis golpes de Estado militares foram efetuados pelo Exército entre 1936 e 1941. As forças armadas viram o combate pela primeira vez na Guerra Anglo-Iraquiana de 1941. Eles lutaram contra Israel na Guerra árabe-israelense, em 1948, na Guerra dos Seis Dias, em 1967, e na Guerra do Yom Kippur, em 1973. Duas guerras com os curdos foram travadas em 1961-1970 e 1974-1975. Um conflito muito maior foi a Guerra Irã-Iraque, iniciada pelos iraquianos em 1980, que durou até 1988. Posteriormente, o Iraque deu início à invasão do Kuwait, o que levou à Guerra do Golfo, em 1991, cujos confrontos ocorreram nas zonas de exclusão aérea no Iraque durante a década de 1990 e, finalmente, à Guerra do Iraque de 2003.
As forças armadas têm sido administradas pelo Ministério da Defesa, com sede em Bagdá. Desde a invasão do Iraque, em 2003, que derrubou o regime de Saddam Hussein, elas foram reconstruídas com a assistência considerável das Forças Armadas dos Estados Unidos.

## Galeria

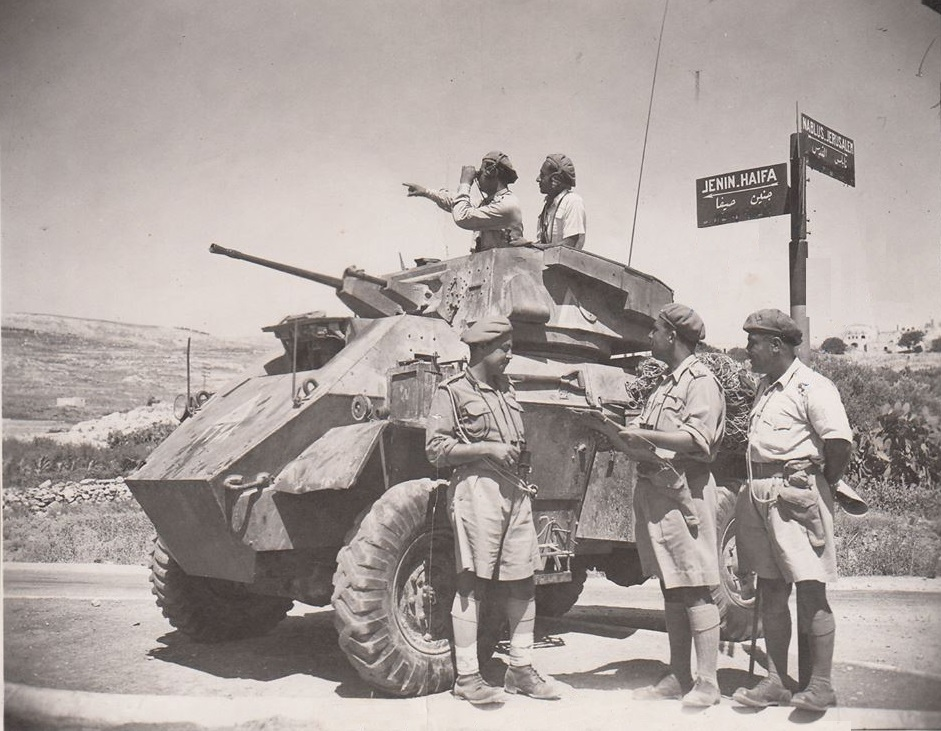
Soldados iraquianos durante a Guerra árabe-israelense de 1948.
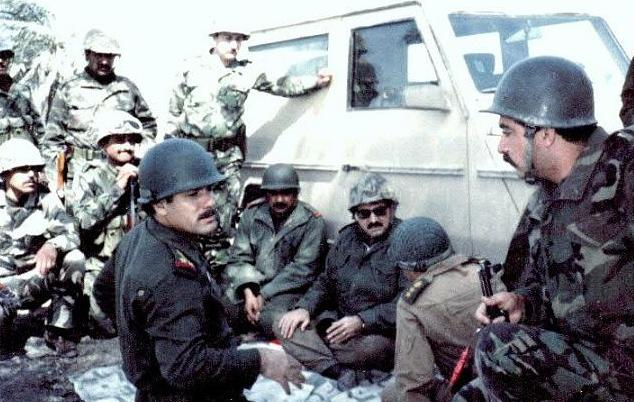
Soldados iraquianos em 1986 durante a Guerra Irã-Iraque.
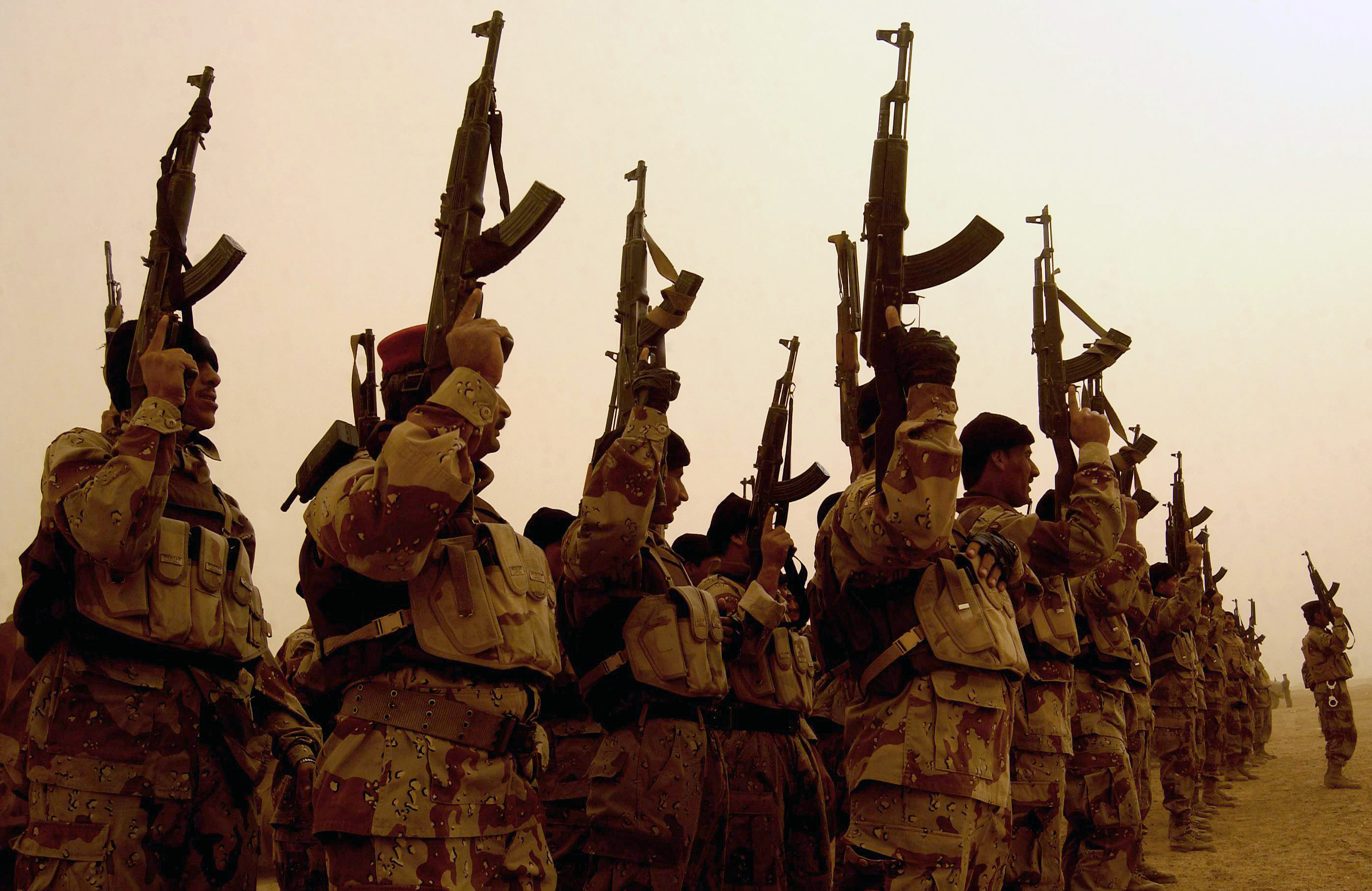
O exército iraquiano reformulado na era pós-Saddam Hussein em 2004.
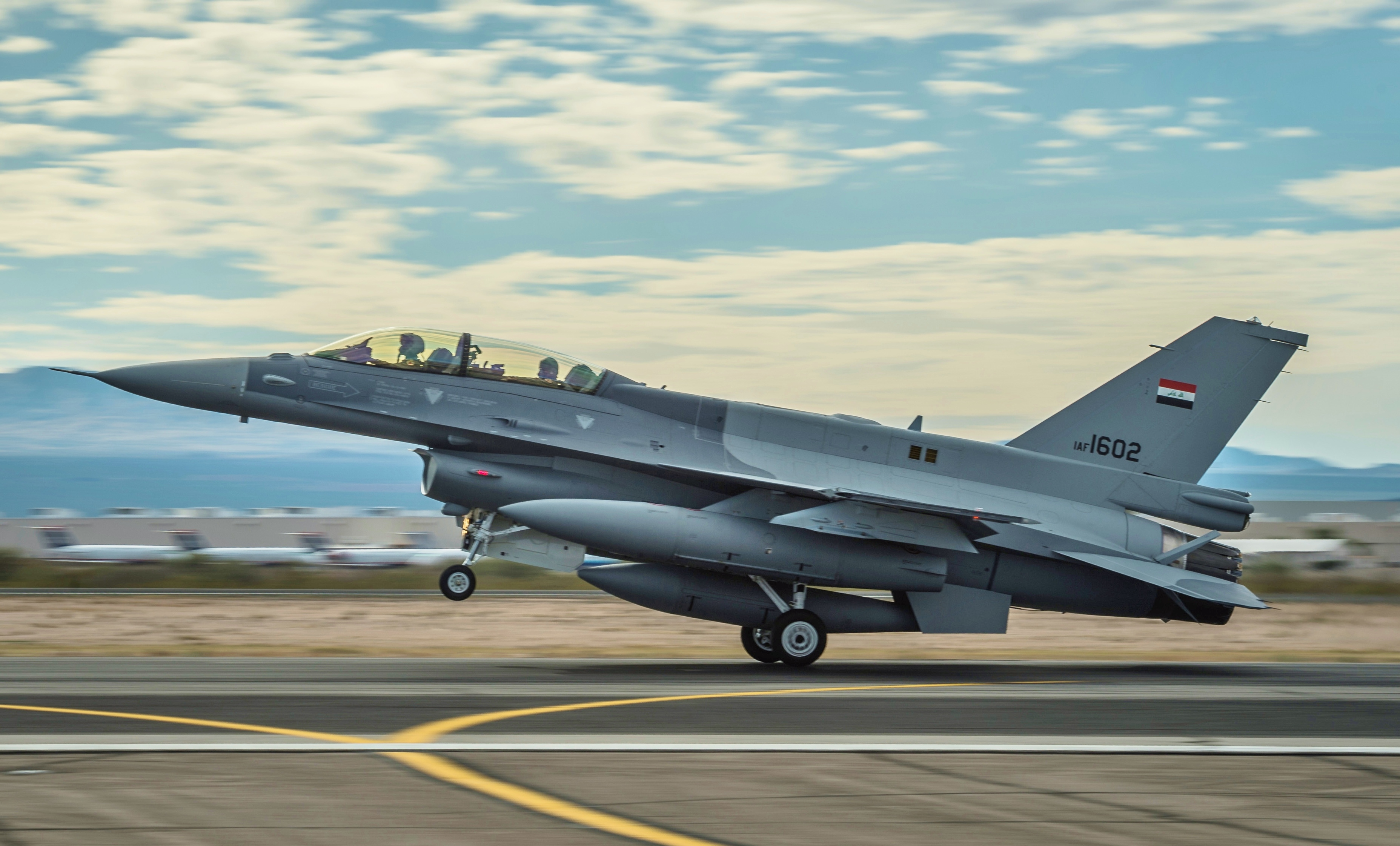
Um F-16 Fighting Falcon da Força Aérea do Iraque.
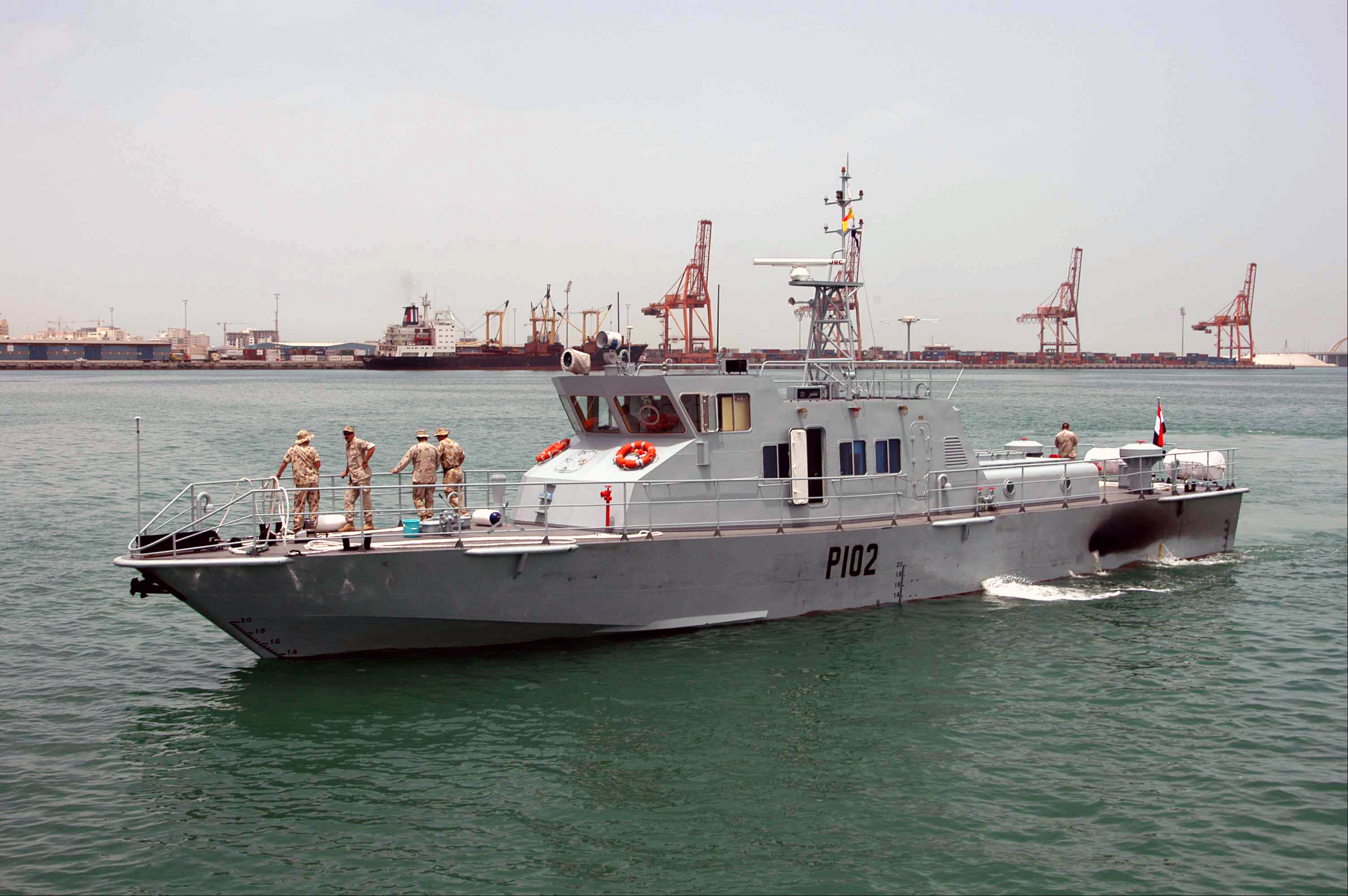
Navio de Patrulha da Marinha do Iraque.
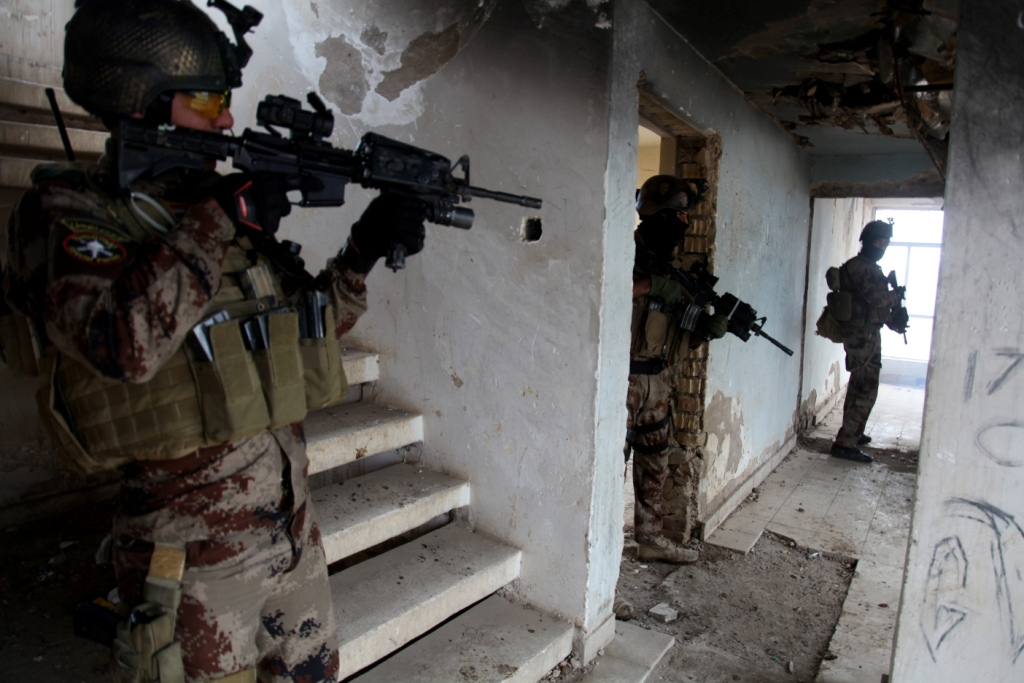
Forças de Operações Especiais Iraquianas.
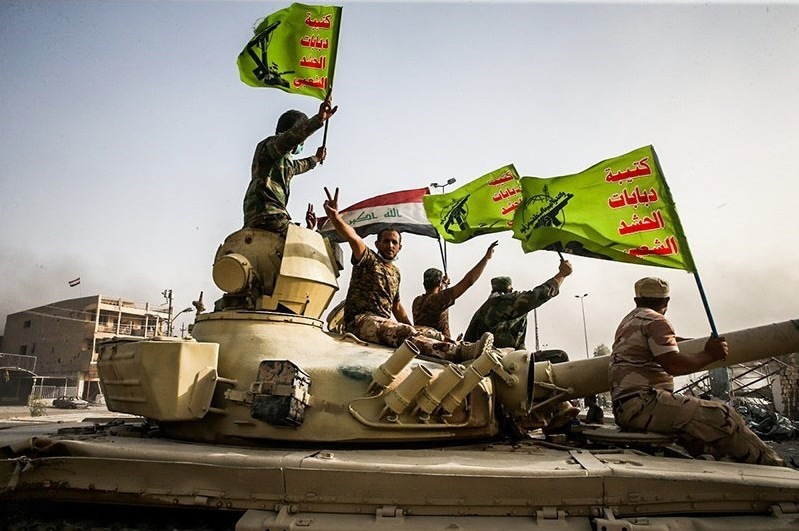
Milicianos das Forças de Mobilização Popular.
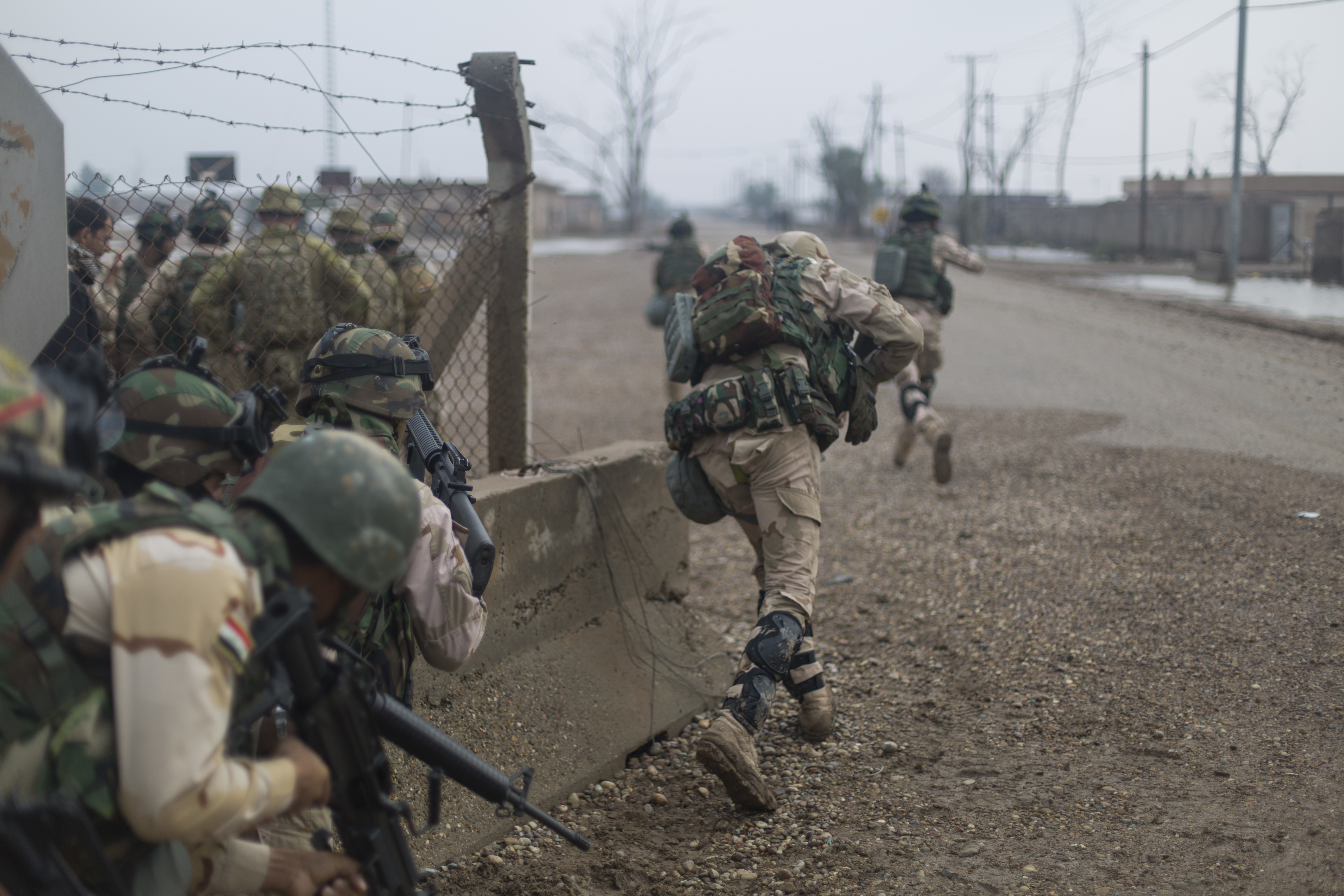
Soldados iraquianos designados para a 71ª Brigada do Exército Iraquiano.